# Home-spun
Home-spun (englisch, etwa „Heimgesponnen“) ist eine Handelsbezeichnung für Garne, die handgesponnenen Garnen ähnlich sehen, sowie für handwebartige Stoffe.

## Home-Spun-Garne
Home-Spun-Garne weisen einen ungleichmäßigen Querschnitt mit einem Fadenverlauf mit dickeren oder dünneren Stellen durch ein bewusst ungleichmäßiges Kardieren auf. Dadurch soll der Charakter des „Handgesponnenen“ verstärkt werden.

## Home-Spun-Gewebe
Bei den Home-Spun-Geweben handelt es sich um ursprünglich aus England stammende („englisch“ gemusterte) handwebartige Stoffe. Sie werden aus dochtigen Garnen, locker und porös in einfachen, flottenden Bindungen gewebt. Der Stoff wird kaum gewalkt, das Bindungsbild bleibt klar erkennbar, manchmal mit Noppen und Loop (Schlingen aus Effektzwirn) ausgeputzt. Soll ein leichteres Gewicht oder ein weicherer Griff erzielt werden, werden auch Merinowollen statt der früher ausschließlich üblichen Crossbread-Wolle und der Wolle der Cheviot-Schafe verwendet.